# Egyptské muzeum Berlín
Egyptské muzeum Berlíně (německy Ägyptisches Museum und Papyrussammlung, tj. doslovně Egyptské muzeum a sbírka papyrů) je domovem jedné z nejvýznamnějších sbírek starověkých egyptských artefaktů na světě. Kolekce je od roku 2009 součástí Nového muzea.

## Historie
Muzeum vzniklo v 18. století ze sbírky umění pruského krále. Většina z nich byla do té doby skladována na berlínském zámku. Alexander von Humboldt navrhl aby byla vytvořena první Egyptská sekce, první objekty byly dovezeny do Berlína v roce 1828 za vlády Fridricha Viléma III. Sbírkové předměty pocházely od římských archeologů (např. Giovanni Pietro Bellori). Sbírky výrazně rozšířila pruská expedice do Egypta mezi lety 1911-1914 vedená Karlem Richardem Lepsidem, při níž bylo nalezeno na 80 soch. Expedice se soustředila na území Tel-el-Amarny, starověkého Achetatonu. Po druhé světové válce, kdy bylo museum velmi poškozeno, byly sbírky rozděleny mezi Východní a Západní Berlín, poté se znovu spojily po znovusjednocení Německa.

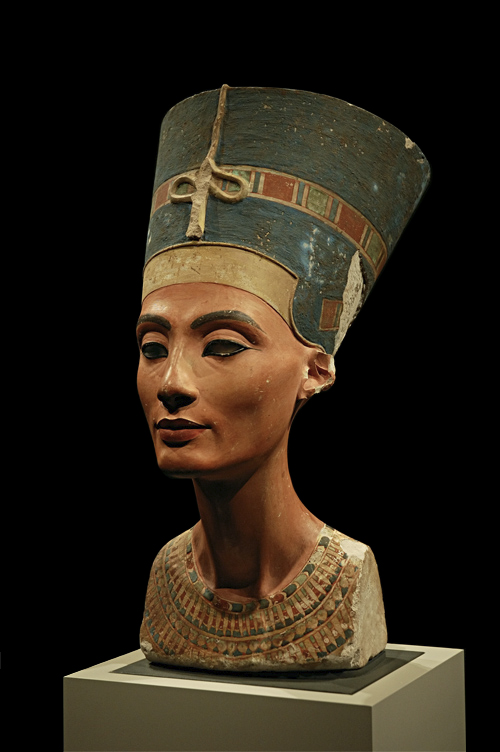
Nejznámější součást sbírky, busta Nefertiti

## Kolekce
Kolekce obsahuje artefakty od roku 4000 př. n. l. (Předdynastické období) do období Římského Egypta, i když většina se datuje do doby panovníka Achnatona (cca 1340 př. n. l.).
Muzeum disponuje také rozsáhlou sbírkou vešebt. Exponáty pochází často ze šlechtických kabinetů kuriozit a od jednotlivců (např. od Fridricha Viléma III. či od podnikatele a sběratele umění Jamese Simona). 
Sbírka je významná především artefakty z amarnského období. Nejznámější dílo je výjimečně zachovalá busta královny Nefertiti, dále hlava královny Teje, manželky Amenhotepa III. a několik stél zobrazujících Achnatona a Nefertiti. Kolekce byla přesunuta v roce 2005 z Charlottenburgu do Starého muzea a trvale umístěna do Nového muzea na berlínském Ostrovu muzeí v říjnu 2009.